# Typhoon (film, 1962)
Pour plus de détails, voir Fiche technique et Distribution.
Typhoon (颱風, Tai feng) est un film taïwanais réalisé par Pan Lei, sorti en 1962.

## Synopsis
Un gangster en cavale fait passer une fugueuse pour sa fille et se réfugie dans une station météorologique sur le mont Ali.

## Fiche technique
- Titre : Typhoon
- Titre original : 颱風 (Tai feng)
- Réalisation : Pan Lei
- Scénario : Pan Lei
- Musique : Yang Ping-Chung
- Production : Li Chieh
- Société de production : Central Motion Picture Corporation
- Pays :  Taïwan
- Genre : Drame
- Durée : 105 minutes
- Dates de sortie : 
  -  Taïwan : 1962

## Distribution
- Tang Ching : un gangster en cavale
- Luo Wan-lin : une jeune fugueuse
- Mu Hong : la femme du météorologiste
- Chin Shih : le météorologiste
- Tang Pao-yun : une sauvageonne
- Liu Ching : la petite amie du gangster
- Chiang Hsiu-Yun